# خالد بن محمد بن زايد آل نهيان
الشيخ خالد بن محمد بن زايد آل نهيان (مواليد 8 يناير 1982) ولي عهد أبوظبي منذ 29 مارس 2023 وهو الابن الأكبر للشيخ محمد بن زايد آل نهيان رئيس دولة الإمارات العربية المتحدة.
شغل منصب رئيس لجنة أبوظبي للشؤون الاستراتيجية، ويتولى رئاسة مجلس الإمارات للجينوم منذ 2021. عُيِّن في 2016 نائب مستشار المجلس الأعلى للأمن الوطني، وفي العام نفسه عُين رئيساً لجهاز أمن الدولة، وهو عضو مجلس إدارة شركة بترول أبوظبي الوطنية «أدنوك».
عُيّن رئيساً لجهاز أمن الدولة بدرجة وزير بموجب مرسوم اتحادي بتاريخ 15 فبراير 2016، واستمر في منصبه حتى 17 يناير 2017 عندما عُيّن نائباً لمستشار الأمن الوطني بدرجة وزير.

## حياته وتعليمه
الشيخ خالد هو الابن الأكبر للشيخ محمد بن زايد آل نهيان رئيس دولة الإمارات العربية المتحدة وأحد أفراد عائلة آل نهيان الحاكمة في أبو ظبي. والدته هي الشيخة سلامة بنت حمدان آل نهيان. خالد هو الأخ الأكبر لذياب بن محمد بن زايد آل نهيان عضو المجلس التنفيذي، ورئيس كل من ديوان ولي عهد أبوظبي، وهيئة أبوظبي للطفولة المبكرة، وشركة أبوظبي للنقل، وشركة الاتحاد للقطارات.
بالإضافة إلى ذلك، أكمل الشيخ خالد دورة تدريبية للضباط لمدة عام في أكاديمية ساندهيرست العسكرية الملكية في المملكة المتحدة.

## عضوياته في مجالس الإدارة
عُيّن ولي عهد إمارة أبو ظبي عضواً في المجلس الأعلى للشؤون المالية والاقتصادية في أبوظبي، وهو عضواً في مجلس إدارة شركة بترول أبوظبي الوطنية (أدنوك)، و أحد أعضاء مجلس إدارة جهاز أبوظبي للاستثمار.
كما ترأس عدة مجالس الإدارة، بما في ذلك مجلس برنامج الجينوم الإماراتي، واللجنة التنفيذية لمجلس إدارة أدنوك ، إضافة إلى مجلس أبحاث التكنولوجيا المتطورة

## المناصب
- في 15 فبراير 2016، عُيَّن رئيسًا لجهاز أمن الدولة[12] وفي 16 يناير 2017 عُيَّن نائبًا لمستشار الأمن الوطني.[13]
- عُيّن عضواً بالمجلس التنفيذي لإمارة أبوظبي بموجب مرسوم أميري بتاريخ 21 يناير 2019[14]، كما في نفس اليوم *عينه والده حينما كان رئيساً للمجلس التنفيذي رئيساً للجنة التنفيذية.[15]

- عُيٌن رئيساً لمكتب أبوظبي التنفيذي بموجب مرسوم أميري بتاريخ 7 أكتوبر 2019[16]، وأصبح مسؤولاً عن كل ما يخص المجلس التنفيذي من موضوعات مرفوعة أو خطط أو طلبات أو تخطيط وشغل المنصب حتى 29 مارس 2023.[17]

- عيّنه الشيخ خليفة بن زايد آل نهيان رئيس دولة الإمارات العربية المتحدة حكام أبوظبي عضواً بمجلس إدارة أدنوك الذي أُعيد تشكيله برئاسة والده ولي عهد أبوظبي الشيخ محمد بن زايد آل نهيان [18] الذي عيّنه رئيساً للجنة التنفيذية لمجلس الإدارة.[19]
- في 29 مارس 2023 أصدر الشيخ محمد بن زايد آل نهيان رئيس دولة الإمارات العربية المتحدة حكام أبوظبي مرسوماً بتعينه ولياً للعهد بإمارة أبوظبي.[20][21]
- وفي 29 مارس 2023 أصدر الشيخ محمد بن زايد آل نهيان رئيس دولة الإمارات العربية المتحدة حكام أبوظبي مرسوماً بتعينه رئيساً للمجلس التنفيذي لإمارة أبوظبي.[22]

## إسهاماته في المجال الاقتصادي
تولّى خالد بن محمد بن زايد آل نهيان مسؤولية الإشراف على عملية تنفيذ برنامج المسرعات التنموية "غدًا 21"،ix الذي يعدّ بمثابة خطة تنموية مدتها ثلاث سنوات، أُطلقت في 2019 بميزانية تعادل 50 مليار درهم إماراتي، هدفها دفع عجلة التنمية في الإمارة من خلال الاستثمار في الأعمال والابتكار والمواطنين.
كما أطلق في يونيو 2022 استراتيجية أبوظبي الصناعية التي تتضمن مجموعة من المخططات الرامية لمضاعفة حجم قطاع التصنيع في أبوظبي ليصل حجمه إلى 172 مليار درهم، وتوفير 13600 فرصة عمل، وزيادة الصادرات غير النفطية لإمارة أبوظبي بنسبة 143٪ بحلول عام 2031.
وقد عهِد سموه برعاية أسبوع أبوظبي المالي، ليباشر بذلك مهامه بهذا المنصب في شهر أكتوبر 2022.xi

## إسهاماته في مجال الابتكار
أطلق الشيخ خالد منصة "Hub71" في مارس 2019، وهي منظومة تقنية نجحت حتى يومنا هذا في دعم أكثر من 200 شركة ناشئة، وجمع تمويلٍ يُقدَّر بـحوالي 4.5 مليار درهم إماراتي، إضافة إلى توفيرها لأكثر من 900 فرصة عمل جديدة.
يترأس ولي العهد مجلس إدارة برنامج الجينوم الإماراتي، الذي قام في مارس 2023 بإطلاق الاستراتيجية الوطنية للجينوم التي تعد خطة عمل وطنية للجينوم، تعمل على دراسة التركيب الجيني للمواطنين الإماراتيين كوسيلة للمساعدة في توفير رعاية صحية وقائية مخصصة لكل فرد

## إسهاماته في قضايا الشباب والتعليم
أطلق ولي العهد خالد بن محمد بن زايد آل نهيان في أكتوبر 2021، مدرسة "البرمجة المبتكرة 42-أبو ظبي"، وهي أول مدرسة في منطقة دول مجلس التعاون الخليجي تنجح في الانضمام إلى شبكة 42 الدولية لمدارس البرمجة و في أغسطس 2022، أصدر توجيهات لتدشين برنامج "إطار تخريج الكفاءات"، الذي يعدّ نهجًا تعليميًا جديدًا هدفه تعزيز المسيرة الأكاديمية لطلبة مدارس أبوظبي من خلال تعريفهم بمجموعة من المهارات في مجالات عدة، مثل ريادة الأعمال والمعارف الرقمية والثقافة المالية
وفي أعقاب ذلك، وتحديدًا في سبتمبر 2022، أصدر الشيخ خالد توجيهات لإطلاق برنامج البعثات الدراسية "خطوة" الذي يستثمر 1.9 مليار درهم إماراتي لمنح 6000 طالب إماراتي الفرصة للدراسة في الولايات المتحدة وكندا بحلول عام 2028
في أكتوبر 2021، أطلق الشيخ خالد شراكة استراتيجية في مجال الطاقة النظيفة بين شركة "أدنوك" وشركة مياه وكهرباء الإمارات، بحيث تحصل شركة "أدنوك" بموجبها على احتياجات شبكتها الكهربائية بالكامل عن طريق الكهرباء المنتجة من مصادر الطاقة النووية والشمسية، وذلك اعتبارًا من يناير
وفي فبراير 2022، تم اطلاق مبادرة القرم – أبوظبي عقب لقاء جمعه مع الأمير ويليام بمنتزه قرم الجبيل في أبوظبي، وهي مبادرة تهدف إلى تعزيز مكانة الإمارة كمركز عالمي للأبحاث والابتكارات التي تسعى للحفاظ على أشجار القرم وحمايتها.
كما تواجد ولي العهد في حفل تخريج الدفعة العاشرة لدورة الدفاع الوطني الذي أقيم في 8 يونيو 2023 في قصر الوطن بأبوظبي.

## إسهاماته في مجالي الفن والثقافة
في سبتمبر 2021، التقى الشيخ خالد بالمهندس المعماري فرانك جيري وقام بزيارة لموقع مشروع متحف غاغينهايم أبوظبي في جزيرة السعديات، لمتابعة التقدم المحرز في المتحف الذي سيستعرض في أرجائه ملامح الفن الحديث والمعاصر. وأُطلق كذلك، في مارس 2022، مشروع إنشاء متحف التاريخ الطبيعي في أبوظبي، وهو متحف جديد ومركز للأبحاث العلمية يعدّ الأكبر من نوعه في المنطقة.
يتولى ولي العهد رعاية معرض "فن أبوظبي"، وهو معرض فني يقام سنويًا في منارة السعديات، ويستضيف مجموعة متنوعة من المعارض الفنية والفنانين من مختلف أنحاء العالم.
ويقوم الشيخ خالد كذلك برعاية قمة اللغة العربية، التي تستضيف سنويًا مجموعة من الأكاديميين والكُتَّاب والخبراء في أحضان إمارة أبوظبي لمناقشة مجموعة من المحاور المتعلقة باللغة والثقافة والهوية العربية.

## إسهاماته في قضايا البنية التحتية
أطلق الشيخ خالد العديد من المشروعات الكبرى للبنية التحتية، مثل جسر أم يفينة، وهو طريق سريع يمتد لمسافة 11 كم، افتتح في فبراير 2023 ليربط بين المناطق الرئيسية في المدينة بهدف الحد من ازدحام حركة المرور وتسهيل الوصول إلى المناطق التجارية كما افتتح كذلك في مارس 2023، مركز فاطمة بنت مبارك في مستشفى كليفلاند كلينك أبوظبي، وهو مرفق ضخم جديد لعلاج الأورام السرطانية.

## إسهاماته في مجالي الاستدامة والبيئة
يعهد سمو الشيخ خالد برعاية مبادرة "شباب من أجل الاستدامة"، وهي مبادرة تهدف إلى تزويد الشباب بالمهارات اللازمة لتمكنهم من شغل وظائف تخدم منهجية الاقتصاد الأخضر.

## مشاركاته التنموية
- شارك في إطلاق ونمو مشاريع متعددة في دولة الإمارات العربية المتحدة. ويشمل ذلك 60.000 متر مربع من مساحات البيع بالتجزئة والترفيه والتسلية في السعديات جروف في أبو ظبي،[33]
- افتتاح مساحات جديدة داخل المجمع الثقافي،[34] وفي منتزه جبل حفيت الصحراوي ومبادرة «لحظات أبوظبي» كجزء من برنامج غدان 21.[35]
- يؤمن أن الشباب هم العامل الرئيسي لمواصلة مسيرة التنمية المستدامة، حيث أطلق منصة «شباب من أجل الاستدامة» من قبل مصدر إحدى الشركات العالمية الرائدة في هذا المجال من الطاقة النظيفة،[36]
- كما أنه يقدم برامج اللغة والشعر العربي من أجل التنمية.[37]

## إسهاماته على صعيد العلاقات الدبلوماسية
ترأس سمو الشيخ خالد في سبتمبر 2022، وفد الدولة في مراسم الجنازة الرسمية لتشييع جثمان رئيس الوزراء الياباني السابق شينزو آبي في طوكيو.
وحضر سموه في ديسمبر 2022، مراسم زفاف كيسانغ بانغاريب، نجل جوكو ويدودو ، رئيس جمهورية إندونيسيا.
كما حضر الشيخ خالد نيابة عن والده رئيس دولة الإمارات العربية المتحدة، عقد قران ولي عهد المملكة الأردنية الأمير الحسين بن عبد الله الثاني، على الأميرة رجوة خالد آل سيف سعودية الأصل، الذي أقيم في العاصمة الأردنية عمان في الأول من يونيو 2023.
في مايو 2023، توجَّه الشيخ خالد إلى ماليزيا في زيارة رسمية لتحسين العلاقات الثنائية، ناقش خلالها الفرص التعاونية بين البلدين.
وأيضا في مايو 2023، توجَّه ولي العهد إلى ماليزيا في زيارة رسمية التقى خلالها برئيس الوزراء أنور إبراهيم وملك البلاد السلطان عبد الله. وخلال الزيارة منح جلالة الملك سمو الشيخ خالد وسامين من الطراز الرفيع تقديرًا لمساعيه الرامية إلى تعزيز العلاقات بين الإمارات وماليزيا

## إسهاماته في المجال السياسي والحوكمة
أصدر سمو الشيخ خالد، في 16 مايو 2023، قرارًا بتعيين الدكتورة نورة خميس الغيثي وكيلًا لدائرة الصحة في أبوظبي.
وأصدر سموه كذلك في التاريخ ذاته قرارًا بإعادة تشكيل مجلس إدارة مؤسسة الإمارات برئاسة سمو الشيخ ذياب بن محمد بن زايد.
وفي 26 مايو 2023، أصدر الشيخ خالد قرارًا بتعيين معالي عبد الحميد محمد سعيد رئيسًا لهيئة الأوقاف وإدارة أموال القُصَّر.

## إسهاماته في المجال السياحي
افتتح سمو الشيخ خالد، في 20 مايو ،2023 المدينة الترفيهية للأحياء البحرية "سي وورلد جزيرة ياس"، والتي فتحت أبوابها رسميًا لاستقبال الجمهور في اليوم الثاني والعشرين من الشهر ذاته.

## الحياة الشخصية
متزوج من الشيخة فاطمة بنت سرور آل نهيان ولديهما ابنتان وابنان.